# Ла-Сейба
Ла-Сейба (исп. La Ceiba) — портовый город на северном берегу Гондураса, административный центр департамента Атлантида.

## Географическое положение
Город расположен на берегу Карибского моря, на восточной границе Гондурасского залива, вокруг устья реки Кангрехаль.

## История
Официально основан 23 августа 1877 года. Назван в честь гигантских деревьев сейба, росших рядом со старыми доками и упавших в море в конце 2007 года.

## Экономика
Экономика города основана на выращивании бананов и лесном промысле, а также на пищевой и кожевенной промышленности. Ла-Сейбу называют столицей Гондураса по экологическому туризму. Каждый год в городе проводится фестиваль в честь Исидора-фермера, который собирает более полумиллиона туристов.

## Население
По данным на 2013 год численность населения составляет 196 892 человека.
Динамика численности населения города по годам:
| 1974   | 1988   | 2001    | 2013    |
| ------ | ------ | ------- | ------- |
| 38 788 | 68 764 | 114 277 | 196 892 |

## Города-побратимы
- Санта-Ана, Сальвадор

## Галерея

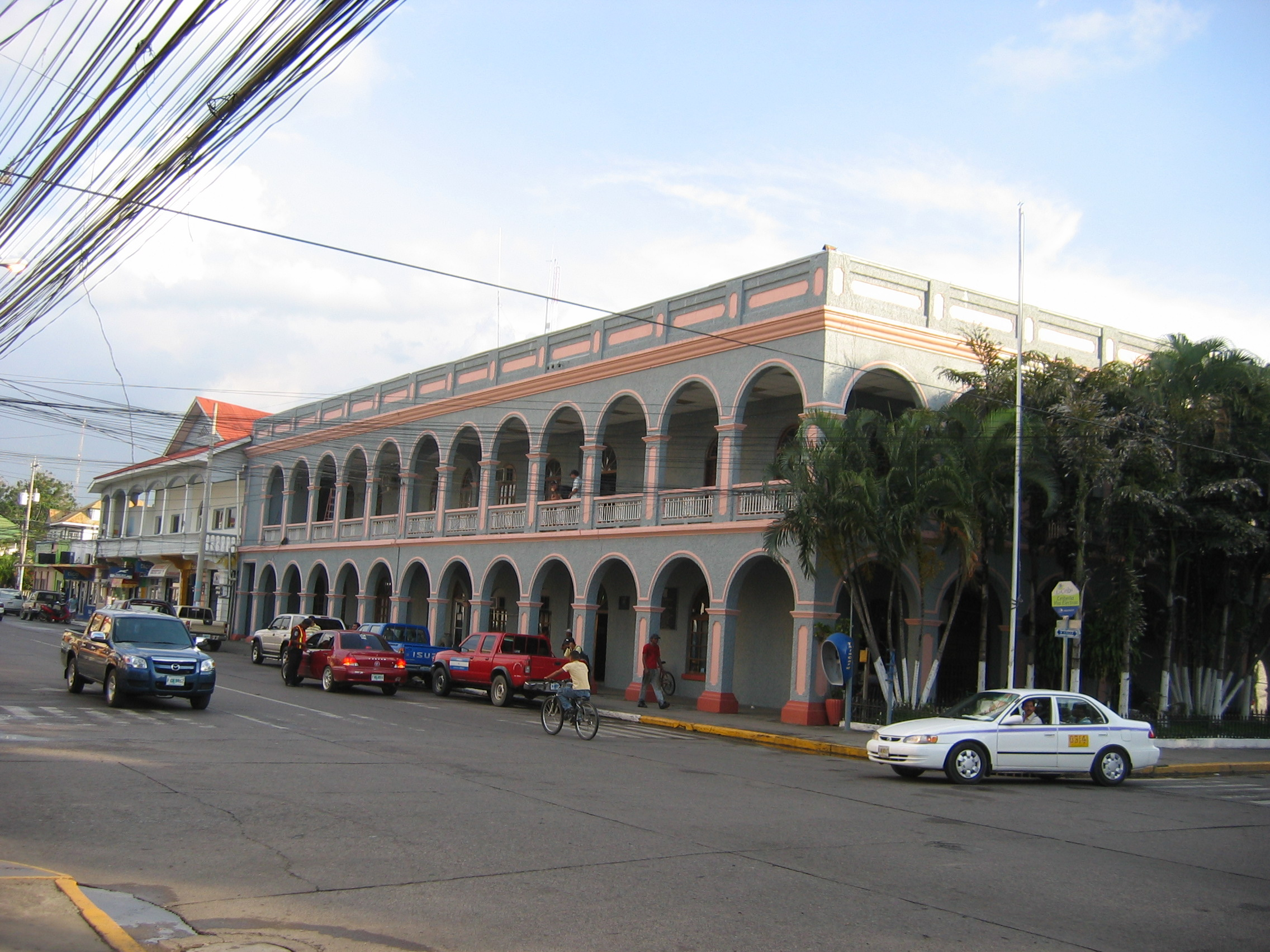
Ратуша в Ла-Сейбе
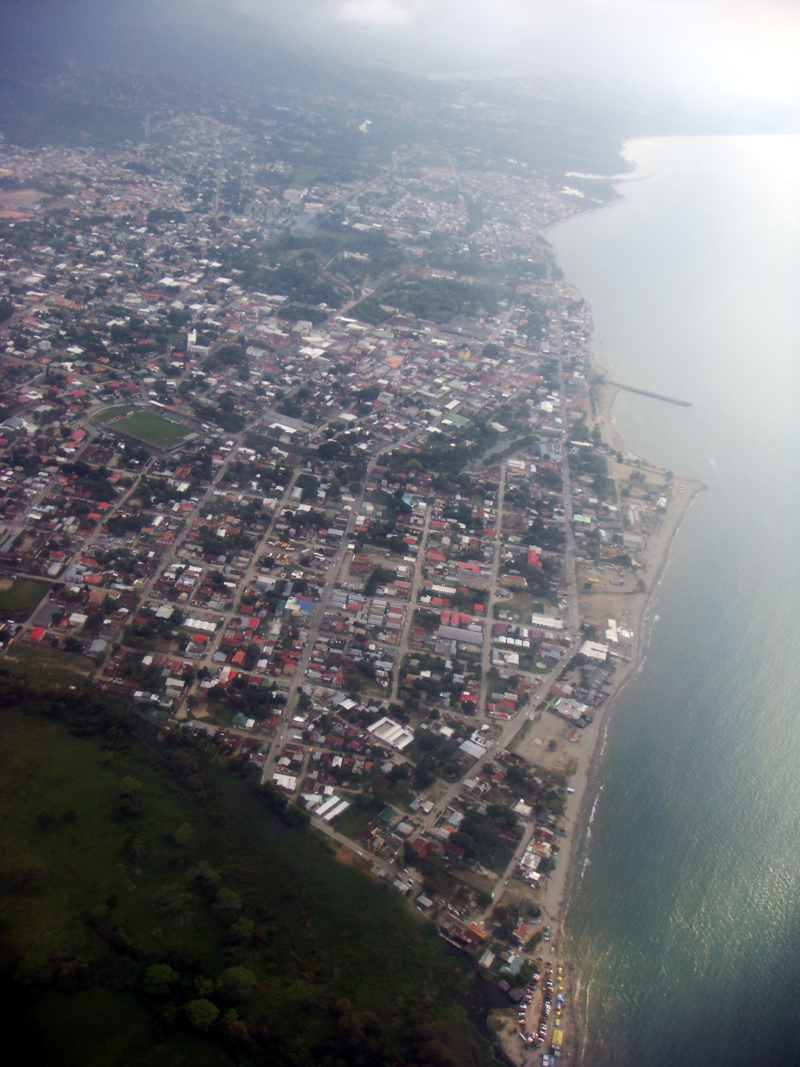
Ла-Сейба с воздуха